# Platypalpus quadriseta
Platypalpus quadriseta är en tvåvingeart som beskrevs av Collin 1933. Platypalpus quadriseta ingår i släktet Platypalpus och familjen puckeldansflugor. Inga underarter finns listade i Catalogue of Life.